# Anthurium samamaense
Anthurium samamaense är en kallaväxtart som beskrevs av Thomas Bernard Croat och Cornejo. Anthurium samamaense ingår i släktet Anthurium och familjen kallaväxter. Inga underarter finns listade.